# De Queen
De Queen város az USA Arkansas államában, Sevier megyében, melynek megyeszékhelye is. Lakosainak száma 6105 fő (2020. április 1.).

## Népesség
A település népességének változása:
| Lakosok száma | 1200 | 6594 | 6105 |
|               | 1900 | 2010 | 2020 |